# Losilakgokong
Losilakgokong – wieś w Botswanie w dystrykcie Kweneng. Według spisu ludności z 2011 roku wieś liczyła 208 mieszkańców.